# Dazaifu
Dazaifu (太宰府市 Dazaifu-shi?) este un municipiu din Japonia, prefectura Fukuoka.